# LWRC M6突擊步槍
M6是一系列由陸戰資源公司（英語：LWRC International；前稱：英語：，意為：萊特納，智者步槍有限公司）所研製及生產的突击步枪及卡宾枪系統，發射5.56×45毫米北約口徑和6.8×43毫米雷明登SPC步枪子弹。

## 概述
它是以M4卡賓槍作基礎製造的，有80％的零部件是可以共用的。型號名稱之中的“M”不是指美國軍隊的命名。與HK416突擊步槍相似的是，它採用了其专利的短行程自我調節氣動活塞傳動系統和槍機連動座／連動座關鍵設計，以防止經氣導孔導流的高壓火藥燃氣從氣動操作組件向後吹送至此武器的槍機連動座或機匣，從而降低了機匣內部的温度和積碳污染而形成的污垢，同時簡化了現場維護，提高了其可靠性。
LWRC M6的槍管標準長度為408.94毫米（16.1英吋），標準膛線纏距為1：7英吋（6條，右旋，177.8毫米）。槍管表面及內膛以及活塞組件利用一種專利的Cerakote氮化表面轉換處理滲入，以大大提高其硬度。可選用的槍管長度為266.7毫米（10.5英吋）、322.58毫米（12.7英吋）、373.38毫米（14.7英吋）以及457.2毫米（18英吋）（從選擇型號提供）。 

## 衍生型

### LWRC M6
M6是LWRC的最基本的型號。该衍生型與M4相似，但它與所有LWRC型號一樣具有設計相同的短行程活塞氣動系統。M6並沒有使用MIL-STD-1913戰術導軌護木或特定廠商的槍托，而是使用一種幾乎所有M4的彷製型都裝上的卡賓槍長度的短圓肋紋型聚合物護木以及美國陸軍改進型槍托。

### M6A1
M6A1也與M4十分相似，但設計上與被美国特種作戰司令部（英語：United States Special Operations Command，簡稱：USSOCOM）所使用的M4A1一樣可以裝上SOPMOD戰術配件。

### M6A2
M6A2被陸戰資源公司選作目前的“標準卡賓槍”，並使這武器有著多用途化的特色。它將氣動系統的位置調低以及將AR-15系列的固定三角狀連護翼準星改為裝在護木並可摺疊、展開、調節位置或拆卸的準星以便使用裝上的光學瞄準鏡瞄準。除了作為突擊武器，如果再另外選購加長槍管的話，這武器就可以被用作精確射手步槍。所有A2系列使用後備機械瞄具並亦存安裝在MIL-STD-1913戰術導軌接口上，A2系列沒有像A1和A3槍械型號上內置其瞄準系統。
一個特殊版本被稱作M6A2 D-DEA，目前被美国緝毒局（英語：Drug Enforcement Administration）所採用而且用為其中一款制式武器。它也有一款移除槍托的型號被命名為M6A2-P手枪。

### PSD
LWRC PSD（意為：個人安全支隊）是一款超短槍管卡賓槍，配備長度203.2毫米（8英吋）的緊湊型槍管，同樣具有5.56×45毫米北約和6.8×43毫米雷明登SPC這兩種口徑。

### M6A3
M6A3是專門設計、用作精確射手步槍。具有其他型號所沒有的18英吋（457.2毫米）槍管。它具有可四段調節的氣動系統，分別是：O（關閉）、S（消聲器）、N（一般）和A（增大氣流量），這使得使用者可以調節步槍的氣動系統，以確保在不同惡劣環境以下仍然能夠的順暢操作。所有A2系列都在導氣箍上整合了一個翻轉摺疊式準星，而不是很像M6和M6A1那樣使用固定AR系列三角形準星基座／導氣箍，其全機匣尺寸MIL-STD-1913戰術導軌設計是為了適應可拆卸的高放大倍率光学狙擊瞄準鏡、紅點鏡／反射式瞄準鏡、全息瞄準鏡、棱鏡式瞄準鏡和夜視鏡。

### M6A4
M6A4是為了滿足用作班用自動武器（英語：Squad automatic weapon，SAW）而研製。它是為美国海军陆战队步兵自動步槍（Infantry automatic rifle，IAR）計畫，旨在以一種班用用途、更具機動性的輕型自動步槍以取代一部份M249 SAW的招標而研製的。但是，它最終都因為沒有被美国海军陆战队批出其樣槍的合同而沒有在最後競標之中。最後競標之中中標的是黑克勒&科赫的HK416突擊步槍的衍生型，HK IAR，並且被美国海军陆战队命名為M27 IAR。
由於LWRC IAR並未中選，於是便以M6A4這個名稱進行外銷。
M6A4的帶鰭式重槍管是為了增加維持武器能夠全自動射擊的持續性和提升強度及張力，以避免槍管受到高溫影響。它在半自動射擊模式的時候是以閉鎖式槍機射擊，並且在將快慢機調整至被標示為“OBA”（英語：Open Bolt Automatic，意為開放式槍栓全自動）的發射模式選擇時以開放式槍栓作全自動射擊。在OBA模式的時候，第一發仍然可以在閉鎖式槍機以下射擊，以確保最大的準確度，接著槍機會在射擊以後後退並且被卡在後方，然後接下來的射擊都會是以開放式槍栓作全自動射擊，直到以手動操作使槍機回到閉鎖式槍機。以開放式槍栓作全自動射擊可以加快槍機的冷卻速度，以及消除了子彈因於過熱的膛室內加熱令底火引藥自燃繼而造成走火的潛在可能性。它還能使得此槍的射速加快。然而，與其他開放式槍栓槍械一樣，於開放式槍栓模式的設計意味著發射時的第一發準確度較閉鎖式槍機發射時的第一發低。這是由於這槍機設計的一大事實，槍機從扣動扳機到發射期間，會在復進簧的張力釋放後把槍機將猛地向前推動，槍機同時使彈匣最頂端的子弹脫離彈匣，將子彈上膛和完成閉鎖以後才發射該發子彈，會造成槍身重心的變化。發射次序的改變會使槍械產生震動和比起閉鎖式槍機設計的槍械需要更多時間發射第一發子彈（需要更多閉鎖時間）。這也導致在發射第一發子彈時有可能因為有髒物進入而引起了更多潛在的故障問題。

## M6個人卡賓槍
M6個人卡賓槍是一款曾經為已經中止的美軍個人卡賓槍計劃（英語：Individual Carbine）競標而研發的5.56×45毫米北約口徑武器系統。首批單位使用了螺旋形開槽化槍管，無論是373.38毫米（14.7英吋）或其後的408.94毫米（16.1英吋）型號都回歸到一個更傳統的風格。而個人卡賓槍型的分衍生型IC-SPR與其他使用了具有刺刀座和翻轉式機械瞄具導軌座式前導氣箍的M6系列不同的是，IC-SPR採用了一個內置的、不明顯的導氣箍。該系統採用了單片式導軌系統，以鍛造方式成為上機匣的一部份。個人卡賓槍型的標準配置是「馬格普原創器材」（Magpul Original Equipment，MOE）手槍握把，馬格普槍托或專有的緊湊型槍托。M6-IC沒有下架並且被選為競賽型號的一部分。
IC-SPR
IC-A2
IC-增強型（IC-E）
IC-A5
IC-PSD
IC-PDW
IC-PSD-手槍型

## Six8
Six8是M6系列的衍生型，而且順應著M6A2、M6A2 SPR和LWRC PSD，但專門針對特種部隊和承包商並且圍繞著6.8×43毫米雷明登SPCⅡ而設計的。LWRCI與ATK和馬格普合作研發Six8以滿足一個大型的海外軍事合同。ATK公司研製出符合合同的彈藥，90格令金點（英語：Gold Dot）子彈，對短管步槍進行了最優化。馬格普工業公司則研製出變化較大的PMAG彈匣，被稱為“黑寡婦”，使用了為6.8毫米子彈而製作的血紅色托彈板。上下機匣專門研製以配合此馬格普彈匣和優化使用各種的6.8×43毫米雷明登SPC步槍子彈的性能。Six8系列的旗艦型號是當中具有一根215.9毫米（8.5英吋）槍管的UCIW。A2和SPR衍生型則配有較長的槍管長度，包括322.58毫米（12.7英吋）、373.38毫米（14.7英吋）以及408.94毫米（16.1英吋）。這一系列武器的標準配置為馬格普初始設備（Magpul Original Equipment，MOE）手槍握把，和LWRCI專有的緊湊型槍托以及機械瞄具。
Six8-SPR
Six8-A2
Six8-A5
Six8-UCIW
Six8-PDW
Six8手槍型

## 使用國
- 约旦
  - 約旦皇家衛隊（英语：Jordan Royal Guard）（6.8 PSD）[31]
- 沙烏地阿拉伯
  - 沙特皇家衛隊軍團（英语：Saudi Royal Guard Regiment）（Six8 UCIW）[32]
  - 特種部隊單位（M6 IC A2）
- 瑞典：採用M6IC[33]
  - 瑞典國防軍特別行動任務組
  - 特警單位
- 英国
  - 英國特種部隊（M6A2 UCIW）[34]
    - 英國陸軍第22空降特勤團
- 美国
  - 美國緝毒局（M6A2）
  - 聯邦調查局人質拯救隊
  - 五角大樓保護局（英语：Pentagon Force Protection Agency）
    - 緊急應變隊（M6IC A5）
    - 五角大樓警察（英语：United States Pentagon Police）（M6A2）

  - 中央情報局
  - 美國公園警察（M6A1半自動型）
  - 紐約市警察局緊急勤務單位（英语：Emergency Service Unit）

## 登場作品

### 電子遊戲
- 2016年－《湯姆克蘭西：全境封鎖》

## 資料來源
1. 1 2 3 4 5  .   [2011-01-09]. （原始内容存档于2011-01-16）.
2. 1 2 3 4 5  .   [2012-09-03]. （原始内容存档于2011-04-20）.
3. 1 2 3 4 5 6  .   [2011-01-09]. （原始内容存档于2009-11-30）.
4. 1 2 3 4 5 6  .   [2011-01-09]. （原始内容存档于2012-09-08）.
5. 1 2 3 4 5  .   [2011-01-09]. （原始内容存档于2011-01-21）.
6. 1 2 3 4 5 6  .   [2011-01-09]. （原始内容存档于2015-02-11）.
7. 1 2 3 4 5 6  .   [2011-01-09]. （原始内容存档于2013-01-28）.
8. 1 2 3 4 5 6  .   [2011-01-09]. （原始内容存档于2009-12-19）.
9. 1 2 3 4 5  .   [2012-09-03]. （原始内容存档于2012-08-31）.
10. 1 2 3 4 5  .   [2012-09-03]. （原始内容存档于2013-04-27）.
11. 1 2 3 4 5  .   [2012-09-03]. （原始内容存档于2012-01-18）.
12. 1 2 3 4 5 6  .   [2011-01-09]. （原始内容存档于2012-09-04）.
13. 1 2 3 4 5 6 7  .   [2011-01-09]. （原始内容存档于2012-09-05）.
14. 1 2 3 4 5  .   [2013-09-27]. （原始内容存档于2013-10-02）.
15. 1 2 3 4 5  .   [2013-09-27]. （原始内容存档于2013-04-06）.
16. 1 2 3 4 5  .   [2013-10-07]. （原始内容存档于2013-10-08）.
17. 1 2 3 4 5  .   [2013-10-07]. （原始内容存档于2013-04-15）.
18. 1 2 3 4 5  .   [2013-10-07]. （原始内容存档于2013-04-11）.
19. 1 2  .   [2011-01-09]. （原始内容存档于2014-11-02）.
20. ↑  .   [2014-11-11]. （原始内容存档于2012-09-08）.
21. ↑  .   [2011-01-09]. （原始内容存档于2009-12-26）.
22. ↑  .   [2011-01-09]. （原始内容存档于2010-12-29）.
23. ↑  X-15.indd[]
24. ↑  Lamothe, Dan. . Marine Corps Times. December 14, 2009: 20.
25. ↑  .   [2011-01-09]. （原始内容存档于2013-01-12）.
26. ↑  .   [2011-01-09]. （原始内容存档于2009-12-08）.
27. ↑   (PDF).   [2013-09-27]. （原始内容 (PDF)存档于2010-09-28）.
28. ↑   (PDF).   [2013-09-27]. （原始内容 (PDF)存档于2012-03-16）.
29. ↑  .   [2013-06-08]. （原始内容存档于2020-11-12）.
30. ↑  .   [2013-10-07]. （原始内容存档于2020-04-14）.
31. ↑  .   [2019-01-16]. （原始内容存档于2020-12-02）.
32. ↑  .   [2019-01-16]. （原始内容存档于2018-06-12）.
33. ↑  .   [2019-01-16]. （原始内容存档于2020-11-08）.
34. ↑  .   [2018-08-15]. （原始内容存档于2018-08-14）.

## 外部連結
- （英文）—Official page of LWRC rifles
- （英文）—The Firearm Blog.com—
  - LWRC to use the Anniston Army Depot for manufacturing （页面存档备份，存于）
  - New PDW from LWRC: IC PSD （页面存档备份，存于）
  - New LWRC Six8 UCIW Rifle With New Magpul 6.8mm SPC PMAG （页面存档备份，存于）
  - LWRC M6A2 SPR Review （页面存档备份，存于）
  - North Eastern Arms Compact Carbine Stock （页面存档备份，存于）
  - “Step Up Aim High” LWRCI and Aimpoint Giveaway （页面存档备份，存于）
  - LWRC’s New, Totally Loaded, Direct Impingement AR15: The LWRC M6IC-DI （页面存档备份，存于）
- （英文）—Tactical-Life.com—
  - LWRC’s Multi-Mission Battle Rifle （页面存档备份，存于）
  - LWRC NEXT-GEN ARs （页面存档备份，存于）
  - LWRCI M6A2-P 5.56 （页面存档备份，存于）
  - DRUG WAR DEFENDER （页面存档备份，存于）
  - LWRCI M6A1-S 5.56mm （页面存档备份，存于）
  - 5.56mm SBR UPPERS （页面存档备份，存于）
  - DRUG WAR DEFENDER （页面存档备份，存于）
  - LWRCI M6A2-P 5.56 （页面存档备份，存于）
  - M6A2 UCIW COVERT CQB THUNDER （页面存档备份，存于）
  - 7 Deadly DMRs （页面存档备份，存于）
  - Multi-Weapon Engagements （页面存档备份，存于）
  - Sneak Peek: LWRCI M6 Individual Carbine 5.56mm （页面存档备份，存于）
  - Preview: LWRCI Six8-UCIW 6.8 SPC （页面存档备份，存于）
  - Preview: LWRCI 1811 Package 5.56mm | Gun Review （页面存档备份，存于）
  - LWRCI M6 Individual Carbine | Gun Review （页面存档备份，存于）
  - LWRCI REPR 7.62x51mm （页面存档备份，存于）
  - M6A2 UCIW COVERT CQB THUNDER （页面存档备份，存于）
  - LWRC Six8 UCIW （页面存档备份，存于）
  - LWRCI M6 IC PSD Rifle （页面存档备份，存于）
  - Sneak Peek: Tricking Out LWRCI’s Six8 Warhorse in 6.8 SPC! （页面存档备份，存于）
  - Gun Test: LWRC’s Compact Six8 UCIW Rifle （页面存档备份，存于）
  - 6 Unique Rifles From LWRC International （页面存档备份，存于）
  - Gun Review: LWRC International’s TRICON MK6 Rifle （页面存档备份，存于）
  - Stow & Go Micro: LWRC’s IC-PDW SBR in 5.56mm （页面存档备份，存于）
  - Six8: LWRC’s Special Purpose Semi-Auto AR （页面存档备份，存于）
  - Exclusive Video: LWRC’s First Direct Impingement AR: The LWRCI-DI （页面存档备份，存于）
  - Buyer’s Guide: 20 Top Shot AR Black Guns For 2016 （页面存档备份，存于）
  - Top 33 Rifles From the Pages of Special Weapons Magazine in 2015 （页面存档备份，存于）
  - The Direct Approach: LWRCI’s IC-DI Rifle （页面存档备份，存于）
  - IC-A5: LWRCI’s Award-Winning, Suppressor-Ready Rifle （页面存档备份，存于）
  - VIDEO: IC-DI — LWRCI’s First Direct-Impingement AR （页面存档备份，存于）
  - Warrior’s Trident: LWRCI’s TRICON MK6 Rifle （页面存档备份，存于）
  - 19 AR Rifles & Pistols You Can’t Miss in 2016 （页面存档备份，存于）
  - IC-DI: A Gun Test with LWRCI’s Direct-Impingement AR （页面存档备份，存于）
  - Ready, Aim, Rifle: 5 Top-Tier Rifles For 2016 （页面存档备份，存于）
- （英文）—Personal Defense World.com—
  - 30 Semi-Auto Rifles For Home Defense & Urban Survival （页面存档备份，存于）
  - 20 Home Defense Handguns To Protect You And Your Family （页面存档备份，存于）
- （英文）—Guns Lot—LWRC M6
- （英文）—GunBlog.com—LWRC M6-SL （页面存档备份，存于）
- （英文）—YouTube上的TheFirearmsChannel reviews the LWRC M6 Rifle
- （英文）—YouTube上的LWRC M6 A2 range test and ACOG test
- 一級軍火（英語：Ultimate Weapons）對LWRC M6 PSD的YouTube上的相關視頻
- （简体中文）—D Boy Gun World（槍炮世界）—LWRC公司的AR式产品 （页面存档备份，存于）